# シャールジャ・スタジアム
シャールジャ・スタジアム（英: Sharjah Stadium）は、アラブ首長国連邦のシャールジャにある多目的スタジアムである。

## 概要
1948年に設立された。収容人数は11,073人。主にサッカーの試合に用いられ、UAEリーグに所属するアル・シャールジャがホームスタジアムとして使用している。
2003年には、FIFAワールドユース選手権の会場として使用された。

## 交通アクセス
シャールジャ国際空港よりタクシーで10分。